# کیرا یوشیناکا
کیرا یوشیناکا، کیرا یوشی‌هیسا (به ژاپنی: 吉良 義央 Kira Yoshinaka); ۵ اکتبر ۱۶۴۱ – ۳۱ ژانویهٔ ۱۷۰۳)، معمولاً با نام کیرا کوزوکه‌نوسکه (吉良上野介) خوانده می‌شود. کوکه (دوره ادو) (مقام انجام مراسم‌ها و نیایش‌سرایی)، هاتاموتو در نیمه نخست دوره ادو اهل ژاپن بود. شهرت وی به علت شرکت داشتن در حوادث چهل و هفت رونین به عنوان دشمن آسانو ناگانوری است. پسر ارشد وی اوئه‌سوگی تسونانوری نام داشت که به فرزندخواندگی خاندان اوئه‌سوگی درآمده بود همچنین پسر دوم تسونانوری به نام کیرا یوشیچیکا به فرزندخواندگی پدربزرگش یوشیناکا درآمده بود. 

## زندگی شخصی
همسر اصلی او اوئه‌سوگی تومیکو چهارمین دختر فرماندار ولایت دوا، قلمروی یونه‌زاوا و هیجدهمین رهبر خاندان اوئه‌سوگی، اوئه‌سوگی ساداکاتسو بود. مادر او از خاندان کونوئه بود. در سال ۱۶۵۸ با کیرا یوشیناکا پسر هاتاموتو کیرا یوشیفویو ازدواج کرد. در آن زمان خاندان اوئه‌سوگی ۳۰۰۰۰۰ ککو دارایی داشتند درحالی‌که دارایی خاندان کیرا تنها ۴۲۰۰ ککو بود و با وجود مخالفت ملازم این خاندان این ازدواج به دستور شوگون‌سالاری انجام شد.
اگر چه تاریخچه رسمی نشان از مرگ برادر او اوئه‌سوگی تسوناکاتسووی به علت زخم دارد اما هفت روز قبل از مرگش تمام علائم مسمومیت در وی پدیدار شده بود. بر اساس عقیده عمومی او بر اثر توطئه کیرا یوشیناکا مسموم شده‌است. او در جوانی درگذشت و از خود هیچ فرزندی بر جا نگذاشت.
دو پسر و ۴ دختر حاصل ازدواج او با یوشیناکا بود. پس از مرگ برادرش که وارثی بر جا نگذاشته بود پسر ارشدش اوئه‌سوگی تسونانوری به فرزندخواندگی برادرش درآمد و به این ترتیب بیستمین رهبر خاندان اوئه‌سوگی شد و پس از آن دومین دختر و سپس دومین پسرش در سن ۸ سالگی （۱۶۸۵–۱۶۷۸) درگذشت و این بار کیرا یوشیناکا بدون پسر و وارث شد. بنابر این در اواخر سال ۱۶۸۸ دومین پسر، پسر ارشدش کیرا یوشیچیکا به فرزندخواندگی یوشیناکا که پدربزرگش بود درآمد.
در روز چهاردهم از ماه سوم ۱۷۰۱، کیرا یوشیناکا در راهروی بزرگ کاج در قلعه ادو مورد حمله آسانو ناگانوری قرار گرفت که آغاز حادثه آکو بود و به هاراکیری ناگانوری ختم شد. پس از آن در روز نوزدهم از ماه هشتم همان سال محل اقامت کیرا یوشیناکا از گوفوکوباشیِ هیزاموتو در نزدیکی قلعه ادو به ماتسوساکا ماچی در هونجو، توکیو منتقل شد. در این زمان تومیکو، با کیرا یوشیناکا به عمارت جدید نرفت بلکه به عمارت اربابی خاندان اوئه‌سوگی در شیبا شیروکانه نقل مکان کرد. علت این عدم همراهی با شوهر مشخص نیست و احتمال می‌رود که به دلیل روابط بد بین زن و شوهر یا طلاق باشد. همچنین گفته می‌شود که خود کیرا یوشیناکا از آنجائیکه انتظار حمله ملازمان آسانو به اقامتگاه جدید را داشت همسرش را به منظور امنیت بیشتر به عمارت خاندان اوئه‌سوگی فرستاده باشد. همسرش یومیکو دو سال پس از مرگ کیرا یوشیناکا به دست رونین‌های آکو در سن ۶۲ سالگی درگذشت.

## نقل مکان
عمارت اربابی هاچیسوکا تاکاشیگه در نزدیکی قلعه ادو در محله «گوفوکوباشی» (امروزه یائسو) و در کنار عمارت اربابی کیرا یوشیناکا، قرار داشت. در منبع تاریخی گوسکیکن مون کی آمده‌است که از آنجائیکه انتظار حمله چهل و هفت رونین به عمارت کیرا می‌رفت، هاچیسوکا تاکاشیگه نیز حفاظت از عمارت خود را از ترس سرایت آسیب افزایش داده بود و از بالا رفتن هزینه‌های امنیتی عمارت خود شاکی بود. او سرانجام به شوگون‌سالاری درخواست داد که عمارت کیرا به یک منطقه دورتر از قلعه ادو انتقال داده شود و پس از موافقت با درخواست او بود که کیرا به دستور شوگون‌سالاری به هونجو، توکیو (منطقه سومیدا-کو، توکیو امروزی) که در آن زمان حومه شهر به‌شمار می‌آمد، نقل مکان کرد.

## روز حمله

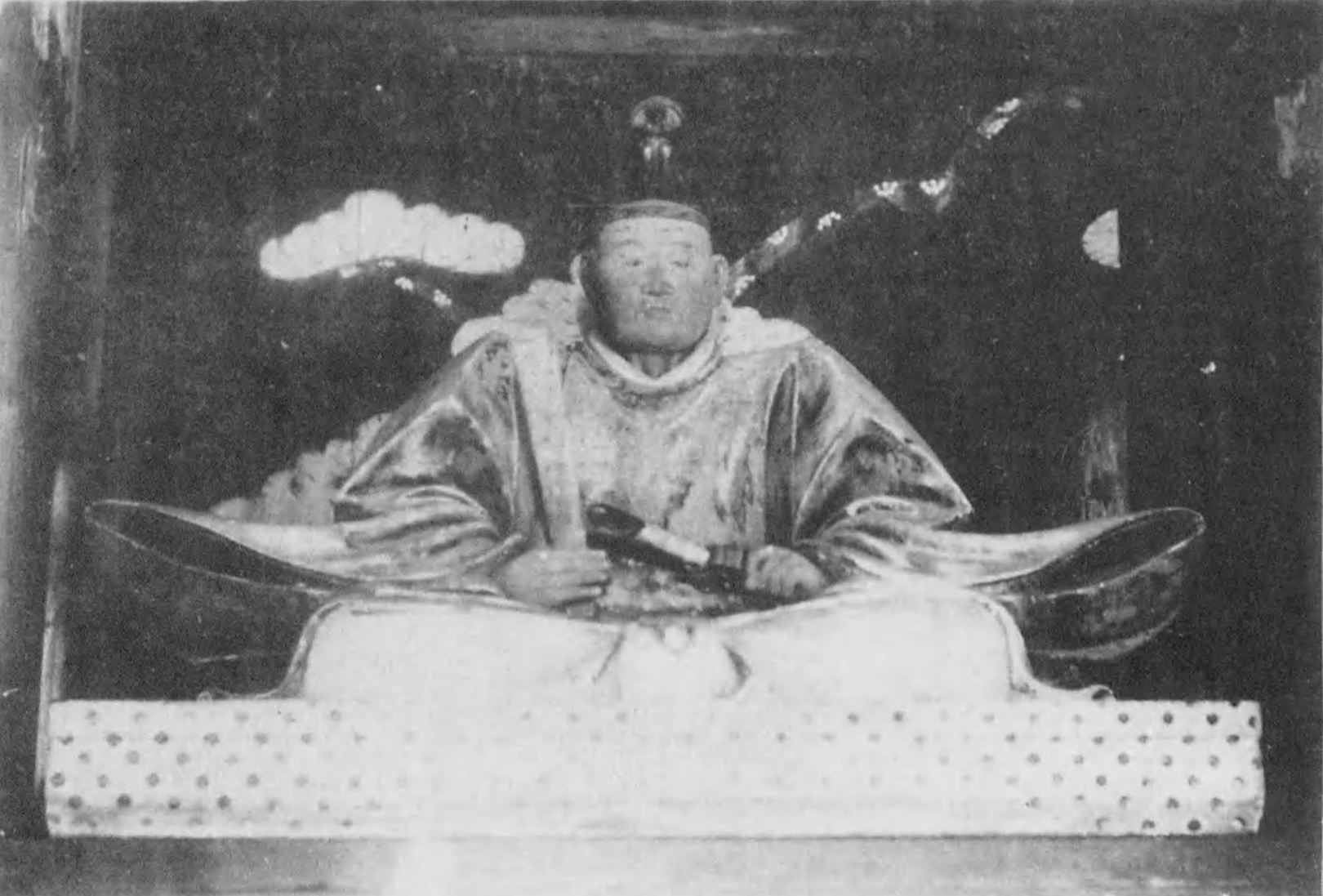
کیرا یوشیناکا، کیرا یوشی‌هیسا

در روز چهاردهم ماه دوازدهم از سال  ۱۷۰۳ (۳۰ ژانویه ۱۷۰۳)، هنگامی که محل اقامت کیرا یوشیناکا مورد حمله اُوایشی یوشیئو و چهل و هفت رونین قرار گرفت، ایروبه یاسوناگا که به خاندان اوئه‌سوگی خدمت می‌کرد در محل کارش در عمارت اربابی نبود زیرا در سوگ پدرش، کاگمیتسو، در مرخصی بود. او در اصل روز پانزدهم، یک روز پس از واقعه از این ماجرا مطلع شداما در داستان‌های خلاقانه‌ای که به حادثه آکو می‌پردازند، صحنه‌های زیادی وجود دارد که در آن اوئه‌سوگی تسونانوری پسر کیرا یوشیناکا، در تلاش است نیروهای خود را برای نجات پدرش از این حمله بفرستد، اما توسط یاسوناگا از این کار منصرف می‌شود.